# ادبیات جین
ادبیات جِین (به انگلیسی: Jain literature؛ سانسکریت: जैन साहित्य) به ادبیات مذهب جین اشاره دارد. ادبیات جین یک سنت ادبی گسترده و کهن است که در ابتدا به‌صورت شفاهی منتقل می‌شد. قدیمی‌ترین مطالب باقی‌مانده در آگاماهای جین موجود است که به زبان آرداماگادی، یک زبان پراکریت (آریایی هند میانه) نوشته شده‌است. تفسیرهای مختلفی بر روی این متون توسط راهبان جین بعدی نوشته شد. آثار بعدی نیز به زبان‌های دیگری مانند سانسکریت و ماهاراشتری پراکریت نوشته شد.
ادبیات جین اساساً بین دودمان دیگامبارا و شوتامبارا تقسیم می‌شود. این دو فرقه اصلی جینیسم همیشه در مورد این‌که کدام متون باید معتبر تلقی شوند توافق ندارند.
ادبیات جدید جین به زبان‌های دیگری مانند مراتی، تامیل، راجستانی، دهنداری، مرواری، هندی، گجراتی، کنادا، مالایالام و اخیراً به زبان انگلیسی نوشته شده‌است.